# George Murdock
George Murdock (25 de junio de 1930-30 de abril de 2012) fue un actor estadounidense. Fue conocido por representar con frecuencia a jueces. En la comedia What a Country! (¡Qué país!, 1986-1987) representó a Laszlo Gabo. En El gato en el tejado de zinc caliente representó el papel de «Big Daddy» con la Compañía de Teatro de Arizona durante la temporada de 1988.
Entre sus personajes más famosos en el cine y la televisión se encuentran el teniente Scanlon (el untuoso oficial de Asuntos Internos en Barney Miller), el Dr. Salik (en la serie de televisión Battlestar Galactica) y su aparición en Star Trek V: La última frontera, dirigida por William Shatner, que lo mencionó como «un actor maravilloso».

## Filmografía
- The Twilight Zone
- The Untouchables
- 77 Sunset Strip
- Combat!
- I Spy
- Ben Casey
- The Wild Wild West
- Tarzan, con Ron Ely
- Cimarron Strip
- The Virginian
- Night Gallery
- Bonanza
- Breaker! Breaker!
- Hawaii Five-O
- The Sixth Sense
- The Mod Squad
- Adam-12
- Ironside
- The New Perry Mason
- The Magician, con Bill Bixby
- The FBI
- The Streets of San Francisco
- Gunsmoke
- Earthquake, con Charlton Heston y Lorne Greene
- McCloud
- The Invisible man
- Police Woman
- Little House on the Prairie
- Thunder and Lightning, con David Carradine y Kate Jackson
- Lou Grant
- The Rockford Files
- The Dukes of Hazzard
- Trapper John, M.D.
- The Misadventures of Sheriff Lobo
- Shoot the Moon, una película de Alan Parker
- Bosom Buddies
- T. J. Hooker
- Hill Street Blues
- Benson
- The Winds of War, basada en el superventas de Herman Wouk, con Robert Mitchum.
- Knight Rider
- Fame
- Murder, She Wrote
- Dynasty
- War and Remembrance (secuela de The Winds of War).
- Night Court
- L.A. Law
- Star Trek: The Next Generation
- Final Analysis (con Richard Gere and Kim Basinger).
- Batman: The Animated Series
- Lois & Clark: The New Adventures of Superman
- Seinfeld
- The Nanny
- Tyson (película de televisión).
- Chicago Hope
- ER
- The Gregory Hines Show
- Mike Hammer, Private Eye
- Early Edition
- Just Shoot Me!
- The X-Files
- Battlestar Galactica: The Second Coming
- The X-Files: Fight the Future
- Law & Order
- 2000x (NPR/Hollywood Theater of the Ear, serie radiofónica).
- The Norm Show
- Smallville
- Small Wonder
- Orange County
- Judging Amy
- The Dead Zone
- Looney Tunes: Back in Action
- CSI: Crime Scene Investigation
- The Six Million Dollar Man
- Torchwood: Miracle Day